# ゲーリー石黒とサンズ・オブ・ウエスト
ゲーリー石黒とサンズ・オブ・ウエストは、1950年代後半から1960年代前半にかけて関西で活動した音楽バンド。同志社大学の学生らで結成され、カントリー・ミュージック、ロカビリー、ハワイアン・ミュージックを中心に演奏した。正規メンバーからはスパイダースの加藤充、大野克夫、バンドボーイからは西郷輝彦を輩出した。また、専属司会者として同志社大学出身の浜村淳がいた。

## エピソード
加藤は同志社高校時代から欠員要員としてベース・ギター・アコーディオンで参加、同志社大学中退後も中心メンバーとして解散まで活動を続けた。
大野は堀川高校時代に転職予定のスチールギター担当メンバーから交代要員として加入を打診され、見習いを経て高校卒業後の1958年に正式に加入した。その後、元スウィング・ウエストの田辺昭知が1961年に結成したスパイダースにスカウトされ、翌1962年7月にスパイダース加入のため脱退した。
ワゴン・マスターズ解散後の小坂一也のバックバンドを務めるために東京で活動したことがある。

## 主な活動場所
- ベラミ - 京都三条にあったナイトクラブ
- ナンバ一番 - 大阪道頓堀にあったジャズ喫茶
- 白馬車 - 神戸にあったジャズ喫茶